# Give It Back
Give It Back är en låt med den svenska hårdrocksgruppen Madison, utgiven på singel 1985. Denna låt gjorde dem stora framför allt i Sverige och Japan och sålde rätt bra och spelades även en del på radio. En promo-video spelades också in för singeln men är idag svår att hitta.

## Låtlista
1. "Give It Back"
2. "Look In Your Eyes"

## Line-up
- Göran Edman - Sång
- Anders Karlson - Gitarr
- Mike Myllynen - Gitarr
- Conny Sundqvist - Bas
- Peter Fredrickson - Trummor